# Planemo
Planemo (od ang. planetary mass object – obiekt o masie planetarnej) – obiekt astronomiczny o masie wystarczającej, aby mieć kształt zbliżony do kulistego (będący w równowadze hydrostatycznej), ale mniejszej niż masa potrzebna do uruchomienia procesów fuzji jądrowej.
Termin planemo został zaproponowany przez astronoma Gibora Basriego w celu uporządkowania nazewnictwa gwiazd, brązowych karłów i obiektów o masie planetarnej. Zaproponował on także termin "fuzor" na obiekty na tyle masywne, aby w ich wnętrzu doszło do fuzji jądrowej. Według definicji Basriego fuzor to każda gwiazda lub brązowy karzeł, planemo to okrągły obiekt, w którym nie doszło do fuzji jądrowej, a planeta to planemo, które znajduje się na orbicie wokół fuzora.